# Şalom
Şalom är en turkisk-judisk veckotidning som ges ut i Turkiet på både turkiska och ladino med en upplaga på ungefär 5 000 exemplar, tryckt i Istanbul och distribuerad i hela Turkiet och andra nationer. Den etablerades den 29 oktober 1947 av den turkisk-judisk journalist Avram Leyon och har sitt huvudkontor i Istanbul. Chefredaktör är Yakup Barokas.